# Björn
Bjorn (inglés, neerlandés), Björn (sueco, islandés, neerlandés, alemán y húngaro), Bjørn (feroés, noruego y danés), Beorn (Inglés antiguo) o, raramente, Bjôrn, Biorn, o latinizado  Biornus, Brum (portugués), es un nombre germánico masculino y, en casos poco frecuentes, un apellido. El nombre significa «oso». En finés y en sueco, el apodo Nalle («oso de peluche») se refiere a Björn.
Su origen procede del nórdico antiguo: Bjǫrn, fue muy popular en la época vikinga.

## Personas
Actuación:
- Björn Andrésen, actor y músico sueco
- Björn Skifs, cantante y actor sueco

Arte y música:
- Björn Afzelius, músico sueco
- Björn Gelotte, guitarrista sueco de la banda In Flames
- Björn J:son Lindh, músico sueco
- Björn "Speed" Strid, cantante sueco de la banda Soilwork
- Bjørn Tidmand, cantante danés
- Björn Ulvaeus, músico sueco y miembro del grupo ABBA

Historia:
- Bjørn Farmann, Hijo del Primer Rey de Noruega Harald I de Noruega
- Björn Ironside, Rey Legendario Sueco e Hijo del También Legendario Ragnar Lodbrok
- Björn Stallare, Diplomático Noruego del siglo XI

Políticos:
- Björn Bjarnason, político islandés
- Björn Engholm, político alemán

Ciencia y tecnología:
- Bjørn Lomborg, escéptico medioambiental y autor

Deporte:
- Björn Bach, kayaker alemán
- Björn Borg, jugador de tenis sueco
- Bjørn Dæhlie, esquiador noruego
- Björn Dunkerbeck, surfista
- Björn Ferry, esquiadoe sueco
- Bjorn Fratangelo, jugador de tenis estadounidense
- Björn Kuipers, árbito neerlandés
- Bjørn Tore Kvarme, jugador de fútbol noruego
- Björn Leukemans, biclista belga
- Björn Nordqvist, jugadie de fútbol sueco
- Björn Otto, alemán
- Bjørn Paulson, saltador noruego
- Björn Phau, jugador de tenis alemán
- Bjørn Johnsen, jugador de fútbol noruego
- Bjørn Helge Riise, jugador de fútbol noruego
- Björn Runström, jugador de fútbol sueco
- Björn Schröder, biciclista danés
- Bjørn Skjærpe, gimnasta noruego
- Björn Thurau, biciclista alemán
- Björn Waldegård, conductor sueco
- Björn Zikarsky, nadador alemán

Escritor:
- Bjørnstjerne Bjørnson, escritor noruego

## Otros usos
- Peter Bjorn and John, banda de rock sueca
- Unicornio Bjorn, cabeza del Instituto Peggle del juego Peggle
- Beorn, personaje del Hobbit